# فائق خاصه
فائق خاصه (درگذشته تابستان ۹۹۹) سردار سرشناس و سپهسالار نيرومند دهه‌های پایانی فرمانروایی سامانیان بود که در رخدادهای آن دوره نقش به‌سزایی داشت. او مانند بسياری از لشگریان آن دوره در جایگاه برده به دستگاه سامانی در آمد ولی دربارهٔ ریشه و زادگاه او با نگرش به آنچه در نوشتارها آمده ، دوگانگی دیده می‌شود. برخی بن‌مایه‌ها او را اندلسی و برخی دیگر ریشه او را رومی دانسته‌اند. ولی چنین می‌نماید که دیدگاه اندلسی بودن او درست‌تر باشد. گویا برده‌فروشان او را از اندلس راست به فرارود آوردند و در بازار بردگان، دست‌اندرکاران امیر سامانی خریداری‌اش کرده‌اند. گردیزی تبار او را ترکی می داند

## کارهای فائق
سال ۹۷۶ در داستان پیوستن قابوس زیاری و فخرالدوله دیلمی به سپهسالار سامانی حسام‌الدین تاش با اینکه فرمان امیر پشتیبانی از این دو بود. ولی فائق گویا برای ناکام گذاردن حسام‌الدین‌تاش از پهنهٔ نبرد گریخت.
هنگامی که امیر نوح دوم از زیر سایهٔ مادرش بیرون آمد و خواست عبدالله جیهانی را برکنار و ابوالحسین عتبی را بجایش بنشاند با دیدگاه ناسازگار ابوالحسن سیمجور رویارو شد. عتبی هم پس از رسیدن به كرسی وزیری سپهسالار ابوالحسن سیمجور را برکنار کرد. از این رو نامه‌نگاری‌های ابوالحسن سیمجور و فائق آغاز شد و سرانجام فائق به دست غلامان، عتبی را کشت.
با اینکه دوستی‌ای میان فائق و ابوالحسن سیمجور روان بوده  ولی پس از درگذشت ابوالحسن سیمجور در سال ۹۸۸ ، فائق نپذیرفت که جایگاه او به ابوعلی سیمجور برسد و اینگونه این دو تن در میان هرات و پوشنگ در برابر هم جنگیدند که فائق شکست خورد و گریخت.

هنگام تاختن بغرا خان به بخارا در ۹۹۲ امیر نوح دوم پس از ناکامی حاجب‌اینانج در رویاروئی با بغرا خان فائق را برای جنگیدن با بغرا خان فرستاد. ولی فائق که پنهانی با بغرا خان هم‌دستی داشت پس از چند نبرد کوچک در هرتنگ در برابر بغرا خان شكست خورد و برای امیر نوح دوم هم چاره‌ای جز گریز نگذاشت.
بغرا خان اندکی در بخارا ماند ولی پس از بیماری ناچار شد به پایتختش برگردد. اینگونه شد که امیر نوح دوم به بخارا برگشت ولی فائق هم برای به دست آوردن بخارا دندان تیز کرد که نافرجام ماند چون نیروهای امیر در برابرش ایستادند و شکستش دادند و او به مرو که در دست ابوعلی سیمجور بود گریخت.
سال ۹۹۴ بود كه ابوعلی و فائق ناسازگاری‌های گذشته را کنار گذاشتند و برای نابودی سامانیان هم‌پیمان شدند. در برابر، امیر از سبکتگین یاری خواست و چون فائق و ابوعلی از همکاری سبکتگین آگاهی یافتند از فخرالدوله دیلمی کمک خواستند. ابوعلی و فائق نزدیک بود جنگ را ببرند ولی در میانهٔ نبرد دارا بن قابوس به امیر نوح دوم پیوست و ورق برگشت و امیر پیروز گشت و ابوعلی و فائق به فخرالدوله پيوسته به گرگان گريختند. سپس امیر به بخارا و سبکتگین به هرات رفت و محمود تنها در خراسان (نیشابور) ماند.
در سال ۹۹۵ ابوعلی سیمجور و فائق با نیروهای تازه بازگشتند و محمود را در درگیری‌ای به نام نبرد رخنه از نیشابور بیرون کردند. سبُک‌تگین با پسرش محمود دیدار کرد و با هم شورشیان را در نزدیکی توس در جنگی به نام نبرد توس شکست دادند. ابوعلی و فائق به سوی شمال گریختند. فائق به قراخانیان پناه برد. ولی نوح ، بوعلی را بخشید و او را به خوارزم فرستاد. خوارزمشاه که جنوب خوارزم را در جايگاه دست‌نشاندهٔ سامانیان در دست داشت، بوعلی را به زندان انداخت. هر دوی آنها با تاختن فرماندار سامانی شمال خوارزم که از گرگانج آغاز شده‌بود اسیر شدند. فرماندار سامانی شمال خوارزم ، خوارزم جنوبی را پیوستِ فرمانداری خود کرد و بوعلی را نزد نوح بازگرداند.
فائق که نزد قراخانیان رفته‌بود ایلک خان را برانگیخت که به بخارا بتازد امیر نوح هم از سبکتگین کمک خواست او نیز به یاری امیر شتافت و اینگونه پیمان صلح قطوان در ۹۹۶ میلادی میان قراخانیان و سامانیان بسته شد. بر پایه خواست ایلک خان فرمانروایی سمرقند نیز به فائق واگذار شد.
یک سال پس از پیمان صلح قطوان امیر نوح درگذشت. منصور دوم سامانی با پشتیبانی فائق و بکتوزون جانشین پدر شد. فائق و بکتوزون با اینکه با هم بودند ولی فائق با نامه نگاری هایی تلاش داشت ابوالقاسم سیمجور را در برابر بکتوزون برانگیزاند. سرانجام نیز در صحرای بشنجه جنگی میان این دو در مارس ۹۹۸ درگرفت که با شکست ابوالقاسم سیمجور و گریختنش به قهستان پایان یافت.
در آغاز سال ۹۹۹ فائق و بکتوزون ، منصور دوم سامانی را نابینا و برکنار کردند. محمود غزنوی همین را بهانه کرد و سوی بخارا لشگر کشید فائق و بکتوزون به مرو عقب‌نشينی كردند. ابوالقاسم سیمجور در آنجا به آنها پیوست. فائق و بکتوزون از زبان امیر عبدالملک دوم سامانی ، محمود را ارج نهادند و با دادن سرزمینهایی آرامَش کردند.
ولی هنگام بازگشت محمود، شماری از سربازان ولگرد سامانی بنه سپاه محمود را دستبرد زدند که این کار خشم محمود را پی داشت و نوامبر ۹۹۹ (پس از سقوط بخارا؟ مارتين سيكر ماه می ۹۹۹ را می‌نویسد) جنگی در نزدیکی مرو در گرفت که دشمنان محمود شکست خورده و گریختند. اکنون باید ابوالقاسم سیمجور گوشمالی داده می‌شد. همو که در قُهستان مانده و محمود را در این جنگ مرو همراهی نکرده بود و اینگونه آب به آسیاب فائق و بکتوزون ریخته‌بود. ابوالقاسم سرانجام ناگزير ميشود به خود غزنويان پناهنده شود.
اندکی پس از نبرد مرو فائق می‌میرد و راه برای تازش قراخانیان به بخارا و سرنگونی این شهر هموارتر میشود.

## گریزها
- فائق سال ۹۷۶ حسام‌الدین تاش را تنها گذاشت و گریخت.

- فائق بین هرات و پوشنگ با ابوعلی جنگید ولی شکست خورد و گریخت.

- فائق میخواست پس از بیرون رفتن بغراخان از بخارا، این شهر را خود به دست آورد ولی از نیروهای امیر شکست خورد  به مرو نزد ابوعلی سیمجور گریخت.

- ابوعلی و فائق پس از نبرد هرات به گرگان گریختند.

- ابوعلی و فائق پس از نبرد توس به شمال گریختند و با امیر سامانی نامه‌نگاری‌هایی کردند. فائق به نزد قراخانیان رفت و ابوعلی بخشیده شد و به خوارزم رفت.

## بن‌مايه
1. ↑  گردیزی۳۷۸:۱۳۶۳
2. ↑  Абу Са'ид Гардизи. Зайн ал-Ахбар. Ташкент. Фан. 1991, с.73
3. ↑  Бартольд В.В. Сочинения. Т.1. М., 1963, с.320
4. ↑  ابن‌خلدون۵۱۳:۱۳۶۶

- فائق خاصه سردار سامانی و مناسبات وی با آل سیمجور  نویسنده: راه پیما سروستانی، راضیه ؛ فصلنامهٔ رشد آموزش تاریخ - تابستان ۳۹۲ - شماره ۵۱ ‍پيوند